# Курагино (станция)
Кура́гино — железнодорожная станция Абаканского региона Красноярской железной дороги, расположена на 491-м километре участка Новокузнецк — Абакан — Тайшет Южсиба. Находится на правом берегу реки Тубы, в одноимённом посёлке Курагинского района Красноярского края

## Особенности
Создана в ходе строительства железной дороги Абакан — Тайшет, в 1965 году. Является крупнейшей грузовой железнодорожной станцией на юге Красноярского края. Получила известность в связи с планируемым строительством железной дороги Курагино — Кызыл. 
Имеют остановку все проходящие пассажирские, а также пригородные поезда из Абакана.

## Дальнее сообщение
| № поезда | Маршрут движения    | № поезда | Маршрут движения    |
| -------- | ------------------- | -------- | ------------------- |
| 123      | Красноярск — Абакан | 124      | Абакан — Красноярск |